# Robert Dołęga
Robert Dołęga (Łuków, 31 de diciembre de 1977) es un deportista polaco que compitió en halterofilia. Su hermano Marcin también compitió en halterofilia.
Ganó dos medallas en el Campeonato Europeo de Halterofilia, plata en 2000 y bronce en 2008. Participó en dos Juegos Olímpicos de Verano, en los años 2004 y 2008, ocupando el séptimo lugar en Pekín 2008, en la categoría de 105 kg.

## Palmarés internacional
| Campeonato Europeo | Campeonato Europeo          | Campeonato Europeo | Campeonato Europeo |
| Año                | Lugar                       | Medalla            | Categoría          |
| ------------------ | --------------------------- | ------------------ | ------------------ |
| 2000               | Sofía (Bulgaria)            | Medalla de plata   | 105 kg             |
| 2008               | Lignano Sabbiadoro (Italia) | Medalla de bronce  | 105 kg             |